# 良坊镇
良坊镇，是中华人民共和国江西省萍乡市莲花县下辖的一个乡镇级行政单位。

## 行政区划
良坊镇下辖以下地区：
良坊村、布口村、新田村、白沙村、下布村、邑田村、歧下村、井一村、井二村、高丘村、泉水村、黄源村、冲头黎族村、白渡村、下坊村、湾溪村、斜天村、汤渡村、清塘村、泰垣村、南湾村、梅洲村、田心村和富民村。